# 미라솔고추
미라솔고추(스페인어: chile mirasol 칠레 미라솔[*])는 재배종 고추이다. 말린 것은 과히요고추(chile guajillo 칠레 과히요[*])라 부른다.

## 특징
스코빌 지수가 2,500~5,000(SHU) 정도로, 별로 맵지 않은 고추이다.

## 사진 갤러리

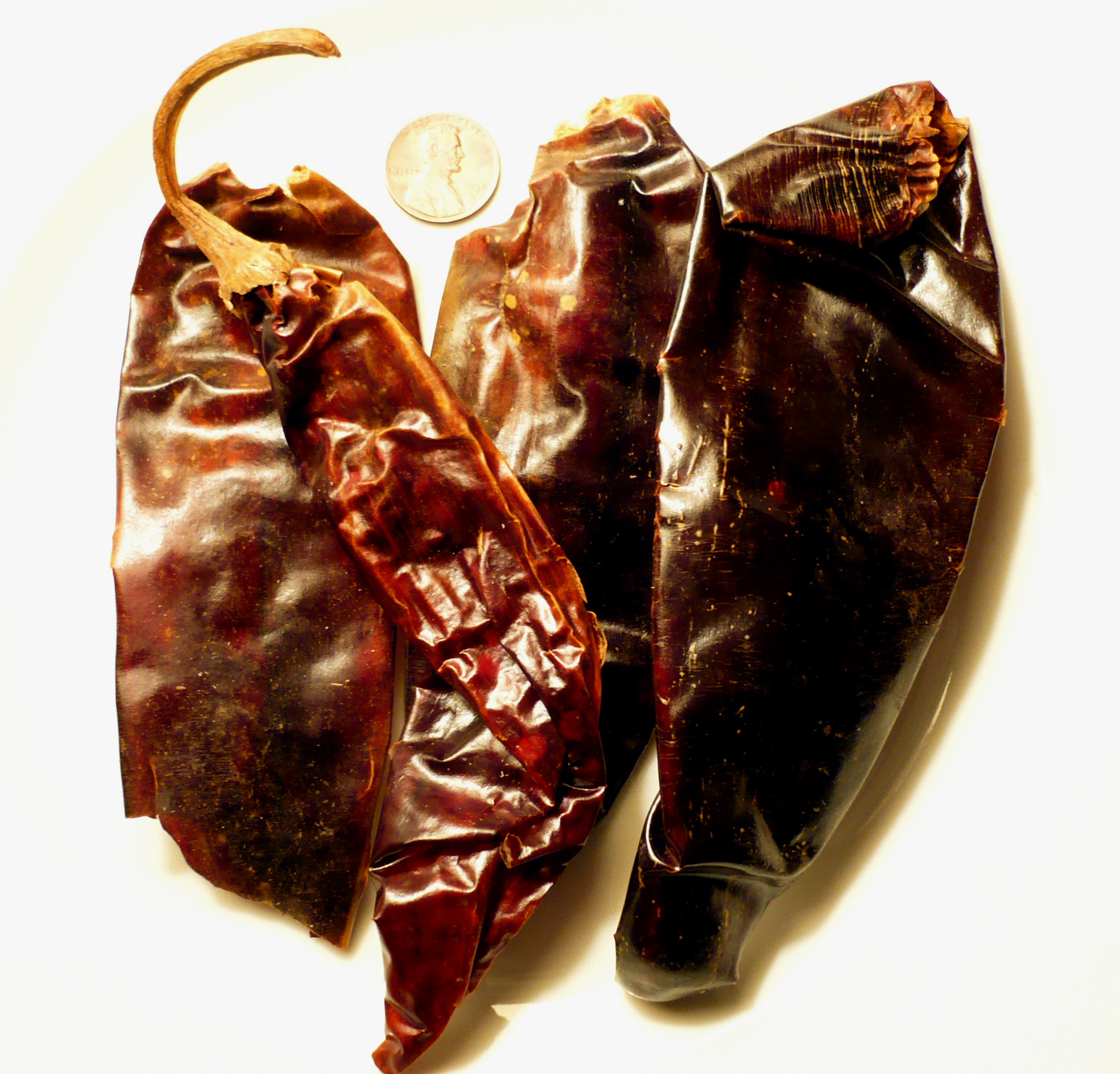
과히요고추(건고추)

## 같이 보기
- 치포틀레고추
- 칠라카고추